# Elencos da Bike Aid
A equipa de ciclismo profissional Bike Aid, e suas anteriores denominações, tem tido os seguinte modelos ao longo de sua história:

## Bike Aid-Ride for Help

### 2014
| Nome                | Nascimento | Nacionalidade | Equipa de 2013                    |
| Abdou Raouf Akanga  | 19/08/1993 | Togo          | Neoprofissional                   |
| Meron Amanuel       | 10/06/1990 | Eritreia      | MTN-Qhubeka WCC                   |
| Daniel Bichlmann    | 18/08/1988 | Alemanha      | Neoprofissional                   |
| Dan Craven          | 01/02/1983 | Namíbia       | Synergy Baku Cycling Project      |
| Mekseb Debesay      | 16/06/1991 | Eritreia      | Neoprofissional                   |
| Fabian Fritz        | 08/06/1994 | Alemanha      | Neoprofissional                   |
| Elmar Hantzsch      | 29/04/1983 | Alemanha      | Neoprofissional                   |
| Michaël Hümbert     | 06/01/1990 | Alemanha      | Team Bergstraße Jenatec           |
| Karsten Keunecke    | 22/04/1980 | Alemanha      | Neoprofissional                   |
| Patrick Lechner     | 12/12/1988 | Alemanha      | Neoprofissional                   |
| Yannick Mayer       | 15/02/1991 | Alemanha      | Team NSP-Ghost (2012)             |
| Lars Pria           | 31/01/1984 | Roménia       | Rietumu-Delfin                    |
| Fraude Schäfer      | 09/08/1982 | Alemanha      | Neoprofissional                   |
| Matthias Schnapka   | 27/07/1980 | Alemanha      | Neoprofissional                   |
| Richard Stockhausen | 19/01/1988 | Alemanha      | Neoprofissional                   |
| Ryan Wills          | 19/01/1988 | Nova Zelândia | Subway-Avanti Cycling Team (2010) |
| Justin Wolf         | 15/10/1992 | Alemanha      | Team Quantec-Indeland             |

1. ↑  Até a 1 de junho
2. 1 2 3  Desde 27 de junho
3. ↑  Até a 27 de junho

Stagiaires

Desde a 1 de agosto, os seguintes corredores passaram a fazer parte da equipa como stagiaires (aprendizes à prova).
| Corredor         | Nascimento | Nacionalidade | Equipa 2014 |
| ---------------- | ---------- | ------------- | ----------- |
| Lucas Carstensen | 16/06/1994 | Alemanha      |             |
| Kai Exner        | 03/11/1992 | Alemanha      |             |

## Bike Aid

### 2015
| Nome                | Nascimento | Nacionalidade | Equipa de 2014               |
| Meron Amanuel       | 10/06/1990 | Eritreia      | Bike Aid-Ride for Help       |
| Joschka Beck        | 22/03/1993 | Alemanha      | Neoprofissional              |
| Daniel Bichlmann    | 18/08/1988 | Alemanha      | Bike Aid-Ride for Help       |
| Kyle Buckosky       | 15/09/1993 | Canadá        | Neoprofissional              |
| Maarten de Jonge    | 09/03/1985 | Países Baixos | Terengganu Cycling Team      |
| Mekseb Debesay      | 16/06/1991 | Eritreia      | Bike Aid-Ride for Help       |
| Fabian Fritz        | 08/06/1994 | Alemanha      | Bike Aid-Ride for Help       |
| Nikodemus Holler    | 04/05/1991 | Alemanha      | Team Stuttgart               |
| Richard Laizer      | 01/07/1989 | Tanzânia      | Neoprofissional              |
| Patrick Lechner     | 12/12/1988 | Alemanha      | Bike Aid-Ride for Help       |
| Jonas Leefmann      | 14/06/1982 | Alemanha      | Neoprofissional              |
| Yannick Mayer       | 15/02/1991 | Alemanha      | Bike Aid-Ride for Help       |
| Fraude Schäfer      | 09/08/1982 | Alemanha      | Bike Aid-Ride for Help       |
| Matthias Schnapka   | 27/07/1980 | Alemanha      | Bike Aid-Ride for Help       |
| Christoph Schweizer | 04/03/1986 | Alemanha      | Synergy Baku Cycling Project |
| Jacob Schwingboth   | 04/09/1991 | Canadá        | Neoprofissional              |

1. ↑  Desde 1 de outubro
2. 1 2  Desde 1 de julho
3. ↑  Desde 25 de junho

## Stradalli-Bike Aid

### 2016
| Nome                         | Nascimento | Nacionalidade | Equipa de 2015          |
| Meron Amanuel                | 10/06/1990 | Eritreia      | Bike Aid                |
| Joschka Beck                 | 22/03/1993 | Alemanha      | Bike Aid                |
| Daniel Bichlmann             | 18/08/1988 | Alemanha      | Bike Aid                |
| Damien Garcia                | 17/04/1992 | França        | Team Frøy-Bianchi       |
| Amanuel Mengis Ghebreindrias | 14/01/1995 | Eritreia      | Neoprofissional         |
| Janvier Hadi                 | 15/01/1992 | Ruanda        | Garneau-Québecor (2014) |
| Nikodemus Holler             | 04/05/1991 | Alemanha      | Bike Aid                |
| Richard Laizer               | 01/07/1989 | Tanzânia      | Bike Aid                |
| Patrick Lechner              | 12/12/1988 | Alemanha      | Bike Aid                |
| Dominik Merseburg            | 15/09/1991 | Alemanha      | Neoprofissional         |
| Jean Bosco Nsengimana        | 04/11/1993 | Ruanda        | Neoprofissional         |
| Fraude Schäfer               | 09/08/1982 | Alemanha      | Bike Aid                |
| Matthias Schnapka            | 27/07/1980 | Alemanha      | Bike Aid                |
| Meron Teshome                | 13/07/1992 | Eritreia      | Neoprofissional         |

Stagiaires

Desde a 1 de agosto, os seguintes corredores passaram a fazer parte da equipa como stagiaires (aprendizes à prova).
| Corredor            | Nascimento | Nacionalidade  | Equipa 2016 |
| ------------------- | ---------- | -------------- | ----------- |
| Justin Taylor Pfaff | 03/05/1996 | Estados Unidos |             |

## Bike Aid

### 2017
| Nome                         | Nascimento | Nacionalidade  | Equipa de 2016           |
| Joschka Beck                 | 22/03/1993 | Alemanha       | Stradalli-Bike Aid       |
| Daniel Bichlmann             | 18/08/1988 | Alemanha       | Stradalli-Bike Aid       |
| Amanuel Mengis Ghebreindrias | 14/01/1995 | Eritreia       | Stradalli-Bike Aid       |
| Awet Habtom                  | 01/01/1998 | Eritreia       | Neoprofissional          |
| Nikodemus Holler             | 04/05/1991 | Alemanha       | Stradalli-Bike Aid       |
| Suleiman Kangangi            | 09/12/1988 | Quênia         | Kenyan Riders Downunder  |
| Salim Kipkemboi              | 30/11/1998 | Quênia         | Neoprofissional          |
| Geffory Kiprotich Langat     | 15/09/1991 | Quênia         | Kenyan Riders Downunder  |
| Patrick Lechner              | 12/12/1988 | Alemanha       | Stradalli-Bike Aid       |
| Timothy Rugg                 | 24/11/1985 | Estados Unidos | Lupus Racing Team (2015) |
| Fraude Schäfer               | 09/08/1982 | Alemanha       | Stradalli-Bike Aid       |
| Matthias Schnapka            | 27/07/1980 | Alemanha       | Stradalli-Bike Aid       |
| Meron Teshome                | 13/07/1992 | Eritreia       | Stradalli-Bike Aid       |
| Tino Thömel                  | 06/06/1988 | Alemanha       | RTS-Monton Racing        |
| Adne van Engelen             | 16/03/1993 | Países Baixos  | Parkhotel Valkenburg CT  |

1. ↑  Desde 22 de março
2. ↑  Desde 1 de abril

Stagiaires

Desde a 1 de agosto, os seguintes corredores passaram a fazer parte da equipa como stagiaires (aprendizes à prova).
| Corredor       | Nascimento | Nacionalidade | Equipa 2017 |
| -------------- | ---------- | ------------- | ----------- |
| Charles Kagimu | 15/09/1998 | Uganda        |             |

### 2018
| Nome                     | Nascimento | Nacionalidade | Equipa de 2017       |
| Meron Abraham            | 15/03/1995 | Eritreia      | Neoprofissional      |
| Daniel Bichlmann         | 18/08/1988 | Alemanha      | Bike Aid             |
| Lucas Carstensen         | 16/06/1994 | Alemanha      | Neoprofissional      |
| Clint Hendricks          | 26/09/1991 | África do Sul | Neoprofissional      |
| Nikodemus Holler         | 04/05/1991 | Alemanha      | Bike Aid             |
| Charles Kagimu           | 15/09/1998 | Uganda        | Bike Aid (stagiaire) |
| Suleiman Kangangi        | 09/12/1988 | Quênia        | Bike Aid             |
| Salim Kipkemboi          | 30/11/1998 | Quênia        | Bike Aid             |
| Geffory Kiprotich Langat | 15/09/1991 | Quênia        | Bike Aid             |
| Patrick Lechner          | 12/12/1988 | Alemanha      | Bike Aid             |
| Fraude Schäfer           | 09/08/1982 | Alemanha      | Bike Aid             |
| Matthias Schnapka        | 27/07/1980 | Alemanha      | Bike Aid             |
| Meron Teshome            | 13/07/1992 | Eritreia      | Bike Aid             |
| Tino Thömel              | 06/06/1988 | Alemanha      | Bike Aid             |
| Adne van Engelen         | 16/03/1993 | Países Baixos | Bike Aid             |

1. ↑  Desde 14 de setembro

### 2019
| Nome              | Nascimento | Nacionalidade | Equipa de 2018                     |
| Daniel Bichlmann  | 18/08/1988 | Alemanha      | Bike Aid                           |
| Lucas Carstensen  | 16/06/1994 | Alemanha      | Bike Aid                           |
| Mekseb Debesay    | 16/06/1991 | Eritreia      | Dimension Data                     |
| Aaron Grosser     | 06/10/1996 | Alemanha      | Team Sauerland NRW p/b SKS Germany |
| Nikodemus Holler  | 04/05/1991 | Alemanha      | Bike Aid                           |
| Charles Kagimu    | 15/09/1998 | Uganda        | Bike Aid                           |
| Suleiman Kangangi | 09/12/1988 | Quênia        | Bike Aid                           |
| Salim Kipkemboi   | 30/11/1998 | Quênia        | Bike Aid                           |
| Peter Koning      | 03/12/1988 | Países Baixos | Aqua Blue Sport                    |
| Fraude Schäfer    | 09/08/1982 | Alemanha      | Bike Aid                           |
| Matthias Schnapka | 27/07/1980 | Alemanha      | Bike Aid                           |
| Sirak Tesfom      | 10/10/1994 | Eritreia      | Neoprofissional                    |
| Adne van Engelen  | 16/03/1993 | Países Baixos | Bike Aid                           |
| Hafetab Weldu     | 11/09/1996 | Etiópia       | Dimension Data for Qhubeka         |
| Justin Wolf       | 15/10/1992 | Alemanha      | Dauner D&DQ-Akkon (2017)           |

1. ↑  Desde 1 de abril
2. ↑  Até a 31 de maio
3. ↑  Até a 6 de abril
4. ↑  Desde 26 de junho
5. ↑  Desde 1 de março

### 2020
| Nome                 | Nascimento | Nacionalidade | Equipa de 2019           |
| Erik Bergström Frisk | 28/09/1999 | Suécia        | Memil Pro Cycling        |
| Daniel Bichlmann     | 18/08/1988 | Alemanha      | Bike Aid                 |
| Lucas Carstensen     | 16/06/1994 | Alemanha      | Bike Aid                 |
| Jesse de Rooij       | 02/01/1999 | Países Baixos | Neoprofissional          |
| Mekseb Debesay       | 16/06/1991 | Eritreia      | Bike Aid                 |
| Frederik Dombrowski  | 08/01/1992 | Alemanha      | Dauner D&DQ-Akkon (2018) |
| Aaron Grosser        | 06/10/1996 | Alemanha      | Bike Aid                 |
| Clint Hendricks      | 26/09/1991 | África do Sul | ProTouch                 |
| Nikodemus Holler     | 04/05/1991 | Alemanha      | Bike Aid                 |
| Charles Kagimu       | 15/09/1998 | Uganda        | Bike Aid                 |
| Suleiman Kangangi    | 09/12/1988 | Quênia        | Bike Aid                 |
| Salim Kipkemboi      | 30/11/1998 | Quênia        | Bike Aid                 |
| Matthias Schnapka    | 27/07/1980 | Alemanha      | Bike Aid                 |
| Adne van Engelen     | 16/03/1993 | Países Baixos | Bike Aid                 |
| Justin Wolf          | 15/10/1992 | Alemanha      | Bike Aid                 |

Stagiaires

Desde 1 de agosto, os seguintes corredores passaram a fazer parte da equipa como stagiaires (aprendizes à prova).
| Corredor        | Nascimento | Nacionalidade | Equipa 2020 |
| --------------- | ---------- | ------------- | ----------- |
| Lars Hemmerling | 08/11/2000 | Alemanha      |             |

### 2021
| Nome                 | Nascimento | Nacionalidade | Equipa de 2020                    |
| Erik Bergström Frisk | 28/09/1999 | Suécia        | Bike Aid                          |
| Léo Bouvier          | 14/02/1998 | França        | Neoprofissional                   |
| Lucas Carstensen     | 16/06/1994 | Alemanha      | Bike Aid                          |
| Jesse de Rooij       | 02/01/1999 | Países Baixos | Bike Aid                          |
| Mekseb Debesay       | 16/06/1991 | Eritreia      | Bike Aid                          |
| Nikodemus Holler     | 04/05/1991 | Alemanha      | Bike Aid                          |
| Charles Kagimu       | 15/09/1998 | Uganda        | Bike Aid                          |
| Salim Kipkemboi      | 30/11/1998 | Quênia        | Bike Aid                          |
| Marco König          | 01/07/1995 | Alemanha      | Leopard Development Team (2015)   |
| Azzedine Lagab       | 18/09/1986 | Argélia       | Groupement Sportif des Pétroliers |
| Julian Lino          | 04/10/1995 | França        | Neoprofissional                   |
| Jasper Pahlke        | 14/07/2002 | Alemanha      | Neoprofissional                   |
| Matthias Schnapka    | 27/07/1980 | Alemanha      | Bike Aid                          |
| Adne van Engelen     | 16/03/1993 | Países Baixos | Bike Aid                          |
| Justin Wolf          | 15/10/1992 | Alemanha      | Bike Aid                          |
| Dawit Yemane         | 01/01/1998 | Eritreia      | Neoprofissional                   |

1. ↑  Desde 18 de setembro
2. ↑  Desde 8 de agosto
3. ↑  Desde 16 de julho
4. ↑  Desde 31 de julho

Stagiaires

Desde 1 de agosto, os seguintes corredores passaram a fazer parte da equipa como stagiaires (aprendizes à prova).
| Corredor       | Nascimento | Nacionalidade | Equipa 2021 |
| -------------- | ---------- | ------------- | ----------- |
| Luis Burghardt | 05/03/2001 | Alemanha      |             |

### 2022
| Nome                | Nascimento | Nacionalidade | Equipa de 2021            |
| Léo Bouvier         | 14/02/1998 | França        | Bike Aid                  |
| Lucas Carstensen    | 16/06/1994 | Alemanha      | Bike Aid                  |
| Jesse de Rooij      | 02/01/1999 | Países Baixos | Bike Aid                  |
| Enzo Decker         | 28/07/2003 | Alemanha      | Neoprofissional           |
| Halil İbrahim Doğan | 06/10/2000 | Turquia       | Spor Toto Cycling Team    |
| Jesse Ewart         | 31/07/1994 | Irlanda       | Team Sapura Cycling       |
| Nikodemus Holler    | 04/05/1991 | Alemanha      | Bike Aid                  |
| Salim Kipkemboi     | 30/11/1998 | Quênia        | Bike Aid                  |
| Julian Lino         | 04/10/1995 | França        | Bike Aid                  |
| Wesley Mol          | 25/02/1999 | Países Baixos | XSpeed United Continental |
| Henok Mulubrhan     | 11/11/1999 | Eritreia      | Team Qhubeka              |
| Sebastian Niehues   | 27/07/1999 | Alemanha      | Neoprofissional           |
| Jasper Pahlke       | 14/07/2002 | Alemanha      | Bike Aid                  |
| Matthias Schnapka   | 27/07/1980 | Alemanha      | Bike Aid                  |
| Adne van Engelen    | 16/03/1993 | Países Baixos | Bike Aid                  |
| Dawit Yemane        | 01/01/1998 | Eritreia      | Bike Aid                  |

1. ↑  Até 19 de junho
2. ↑  Até 30 de março

Stagiaires

Desde 1 de agosto, os seguintes corredores passaram a fazer parte da equipa como stagiaires (aprendizes à prova).
| Corredor        | Nascimento | Nacionalidade | Equipa 2022 |
| --------------- | ---------- | ------------- | ----------- |
| Anton Lennemann | 05/03/2003 | Alemanha      |             |

### 2023
| Nome              | Nascimento | Nacionalidade | Equipa de 2022                   |
| Léo Bouvier       | 14/02/1998 | França        | Bike Aid                         |
| Enzo Decker       | 28/07/2003 | Alemanha      | Bike Aid                         |
| Vinzent Dorn      | 01/06/1998 | Alemanha      | Neoprofissional                  |
| Pirmin Eisenbarth | 10/07/1995 | Alemanha      | Neo (Team Bike Aid Development)  |
| Francis Juneau    | 05/09/2000 | Canadá        | Premier Tech U23 Cycling Project |
| Oliver Mattheis   | 24/04/1995 | Alemanha      | Neo (Team Embrace The World)     |
| Philip Meiser     | 20/02/1992 | Alemanha      | Neoprofissional                  |
| Wesley Mol        | 25/02/1999 | Países Baixos | Bike Aid                         |
| Eric Muhoza       | 01/01/2002 | Ruanda        | Neoprofissional                  |
| Jasper Pahlke     | 14/07/2002 | Alemanha      | Bike Aid                         |
| Dawit Yemane      | 01/01/1998 | Eritreia      | Bike Aid                         |
| Adrian Zuger      | 31/12/2001 | Alemanha      | Neo (Team Bike Aid Development)  |